# Kapnik
Kapnik je tvorba, ki nastaja v suhih kraških jamah. Z uhajanjem CO2 iz kapljajoče vode se izloči kalcit ali apnenec, ki ga imenujemo siga. Ta apnenec se nato nalaga na stene jam. Kapniki rastejo zelo počasi – le nekaj centimetrov na 1000 let.
Kapniške tvorbe so različnih oblik: 
- stalagmiti (stalci, rastejo s tal)
- stalaktiti (visci, rastejo s stropa)
- kapniški stebri ali stalagmati (po združitvi stalaktitov in stalagmitov)[1]
- cevčice
- zavese
- ponvice

Ca(HCO3)2(aq) -> CO2(g) + H2O(l) + CaCO3(s) (=siga)

(Urejena)